# Hans De Geer
Hans Gerard De Geer, född 16 december 1944 i Solna församling, Stockholms län, död 10 juni 2021 i Engelbrekts församling, Stockholm, var en svensk friherre, historiker och företagsetiker.

## Utbildning
Hans De Geer avlade studentexamen vid Kungsholmens läroverk och gick därefter igenom reservofficersutbildning vid Södermanlands regemente.
De Geer inledde sin akademiska bana med humanistiska studier vid Stockholms universitet med historia som huvudämne. Doktorandutbildning påbörjades vid samma lärosäte 1969. Han disputerade 1978 med en avhandling som var del av projektet "Kris och krispolitik i Norden under mellankrigstiden", Rationaliseringsrörelsen i Sverige som behandlar mellankrigstidens idéer om socialt ansvar och effektivitet.

## Akademisk karriär
År 1982 lämnade han Stockholms universitet för Rådet för företagsledning och arbetslivsfrågor, där han var verksam till 1994, från 1991 parallellt med en befattning som adjungerad professor i företagsetik vid Handelshögskolan i Stockholm, där han startade Centrum för etik och ekonomi. De Geer var adjungerad professor i företagsetik vid Stockholm School of Economics i Riga och senior advisor och forskningsledare vid Centrum för Näringslivshistoria.

## Familj
Hans De Geer tillhörde ätten De Geer af Finspång och var far till Jonas De Geer. Han är begraven på Kvarsebo kyrkogård.